# Acarnus innominatus
Acarnus innominatus är en svampdjursart som beskrevs av Gray 1867. Acarnus innominatus ingår i släktet Acarnus och familjen Acarnidae. Inga underarter finns listade i Catalogue of Life.